# Slavonski Šamac
Slavonski Šamac is een gemeente in de Kroatische provincie Brod-Posavina.
Slavonski Šamac telt 2649 inwoners. De oppervlakte bedraagt 22,56 km², de bevolkingsdichtheid is 117,4 inwoners per km². Tegenover Slavonski Šamac ligt Bosanski Šamac (Bosnië en Herzegovina).
Steden (gradovi): Slavonski Brod · Nova Gradiška

Gemeenten (općine): Bebrina · Brodski Stupnik · Bukovlje · Cernik · Davor · Donji Andrijevci · Dragalić · Garčin · Gornja Vrba · Gornji Bogićevci · Gundinci · Klakar · Nova Kapela · Okučani · Oprisavci · Oriovac · Podcrkavlje · Rešetari · Sibinj · Sikirevci · Slavonski Šamac · Stara Gradiška · Staro Petrovo Selo · Velika Kopanica · Vrbje · Vrpolje